# Вре, Кристофер
Кристофер Вре (англ. Christopher Wreh; род. 1975) —  либерийский футболист, выступавший на позиции нападающего.

## Биография
Известен по играм за лондонский Арсенал, в составе которого выиграл Премьер-лигу и Кубок Англии  в  сезоне 1997/1998.
В период с 1995 по 2002 годы провёл 36 матчей в составе национальной сборной Либерии (11 голов), с которой участвовал в Кубке африканских Наций 1996 года.
Завершал карьеру игрока в индонезийском чемпионате.
Кристофер —  двоюродный брат легенды либерийского футбола Джорджа Веа.